# Dzwonkówka mała

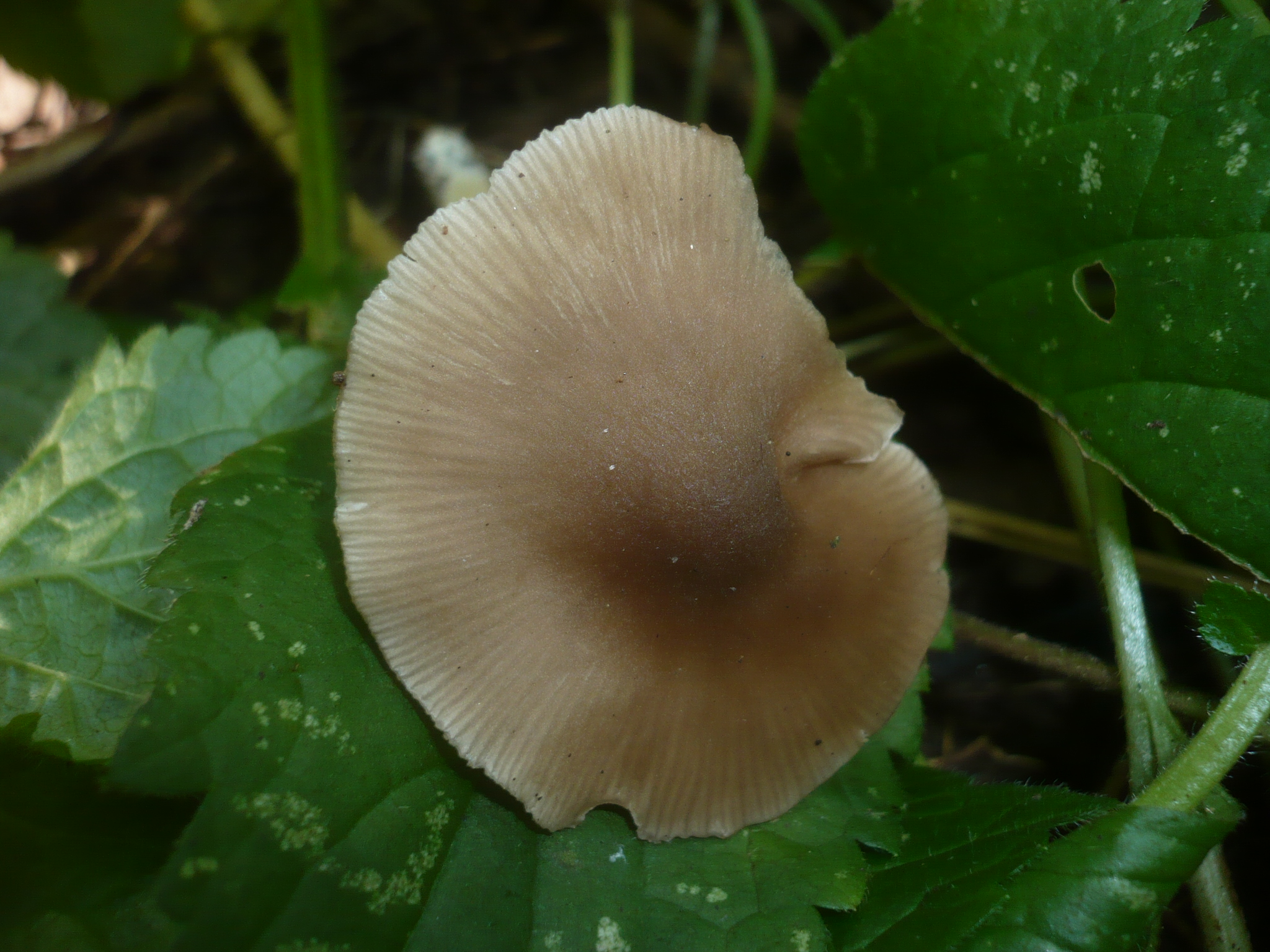

Dzwonkówka mała (Entoloma subradiatum (Kühner & Romagn.) M.M. Moser) – gatunek grzybów z rodziny dzwonkówkowatych (Entolomataceae).

## Systematyka i nazewnictwo
Pozycja w klasyfikacji według Index Fungorum: Entoloma, Entolomataceae, Agaricales, Agaricomycetidae, Agaricomycetes, Agaricomycotina, Basidiomycota, Fungi.
Po raz pierwszy takson ten zdiagnozowali w 1954 r. Robert Kühner i Henri Charles Louis Romagnesi, nadając mu nazwę Rhodophyllus subradiatus. Obecną, uznaną przez Index Fungorum nazwę, nadał mu w 1978 r. Meinhard Michael Moser. Synonimy:
- Entoloma subradiatum var. caespitosum E. Ludw. 2007
- Entoloma subradiatum (Kühner & Romagn.) M.M. Moser 1978 var. subradiatum
- Rhodophyllus subradiatus Kühner & Romagn. 1954

Nazwę polską zaproponował Władysław Wojewoda w 2003 r.

## Morfologia
Kapelusz
Średnica 1,5–3 cm, wyjątkowo do 5 cm, stożkowatowypukły, z wiekiem płaskowypukły, w końcu wklęsły z niewielkim garbkiem lub bez. Brzeg początkowo lekko podgięty, potem wyprostowany i nieco pofalowany. Jest silnie higrofaniczny. W stanie wilgotnym przeźroczysty, prążkowany do połowy lub 3/4 promienia, ciemnobrązowy z czerwonawym lub szarym odcieniem, na środku zazwyczaj wyraźnie ciemniejszy (prawie czarny). W stanie suchym wyblakły, promieniście smugowaty, gładki lub delikatnie chropowaty, zwłaszcza na środku.
Blaszki
W liczbie 20–40, z międzyblaszkami (l = 3–5), dość gęste lub gęste, szeroko przyrośnięte do wykrojonych, często zbiegające ząbkiem, brzuchate, o szerokości do 4 mm. Początkowo białawe, potem różowe, czasami z brązowawym odcieniem. Ostrza zębate.
Trzon
Wysokość 2,7–6,5 cm, grubość 1,5–4 mm, cylindryczny, czasami nieznacznie poszerzony u podstawy, początkowo pełny, potem pusty. Powierzchnia biaława lub jasno szarobrązowa, zazwyczaj włóknista lub prążkowana srebrzystymi włókienkami. Wierzchołek czasami oprószony.
Miąższ
Cienki, w kapeluszu dość twardy, Zapach i smak mniej lub bardziej mączny.
Cechy mikroskopijne
Zarodniki 8–11× 7–10,5 μm, w widoku z boku 5-7-kątne. Podstawki 32–47 × 9–16 μm, 4–zarodnikowe, czasami zdarzają się 2–zarodnikowe, ze sprzążkami. Cystyd brak. Strzępki skórki kapelusza cylindryczne, o szerokości 2,5–7 μm. Warstwa podskórkowa dobrze rozwinięta, złożona z nabrzmiałych strzępek. Strzępki skórki i górnej warstwy tramy zawierają wewnątrzkomórkowy brązowy pigment. We wszystkich strzępkach sprzążki.

## Występowanie i siedlisko
Znane jest występowanie dzwonkówki małej tylko w niektórych krajach Europy oraz w jednym miejscu w Kanadzie. Prawdopodobnie jest szerzej rozprzestrzeniona, ale łatwa do przeoczenia z powodu niewielkich rozmiarów, mylona też bywa z innymi dzwonkówkami. W literaturze naukowej na terenie Polski do 2003 r. podano 6 stanowisk, w późniejszych latach podano wiele następnych. Jej rozprzestrzenienie, częstość występowania i stopień zagrożenia w Polsce nie są znane.
Owocniki rosną na ziemi, w lasach, parkach, na wydmach i polanach, w ogrodach botanicznych. Pojawiają się od lipca do października.